# Cal Teixidor (Clariana de Cardener)
Cal Teixidor és una masia situada al municipi de Clariana de Cardener, a la comarca catalana del Solsonès. Es té constància de l'edificació des del segle XVII., sent una casa gran de procedència medieval. Pertany a l'entitat de població de Clariana.
És un edifici fruit de varies reconstruccions amb pedra i teula. Està fet amb paredat, carreus escairats en cantonades i major part d'obertures, coberta a dos vessants i part amb terrat. Té un cos afegit de paredat i totxo amb morter, cobert amb terrat pla. Conté altres coberts d'utilització agrícola i ramadera.
La masia es troba a 676 m d'altitud, a tocar del riu Negre. Es situa sobre un camp de conreu envoltat de bosc de pinedes mixtes de pi blanc i pinassa i a la part sud per vegetació de ribera que es troba al curs del riu Negre.